# Pleurospermum macrochlaenum
Pleurospermum macrochlaenum là một loài thực vật có hoa trong họ Hoa tán. Loài này được K.T. Fu & Y.C. Ho miêu tả khoa học đầu tiên năm 1979.